# John Griffin Carlisle

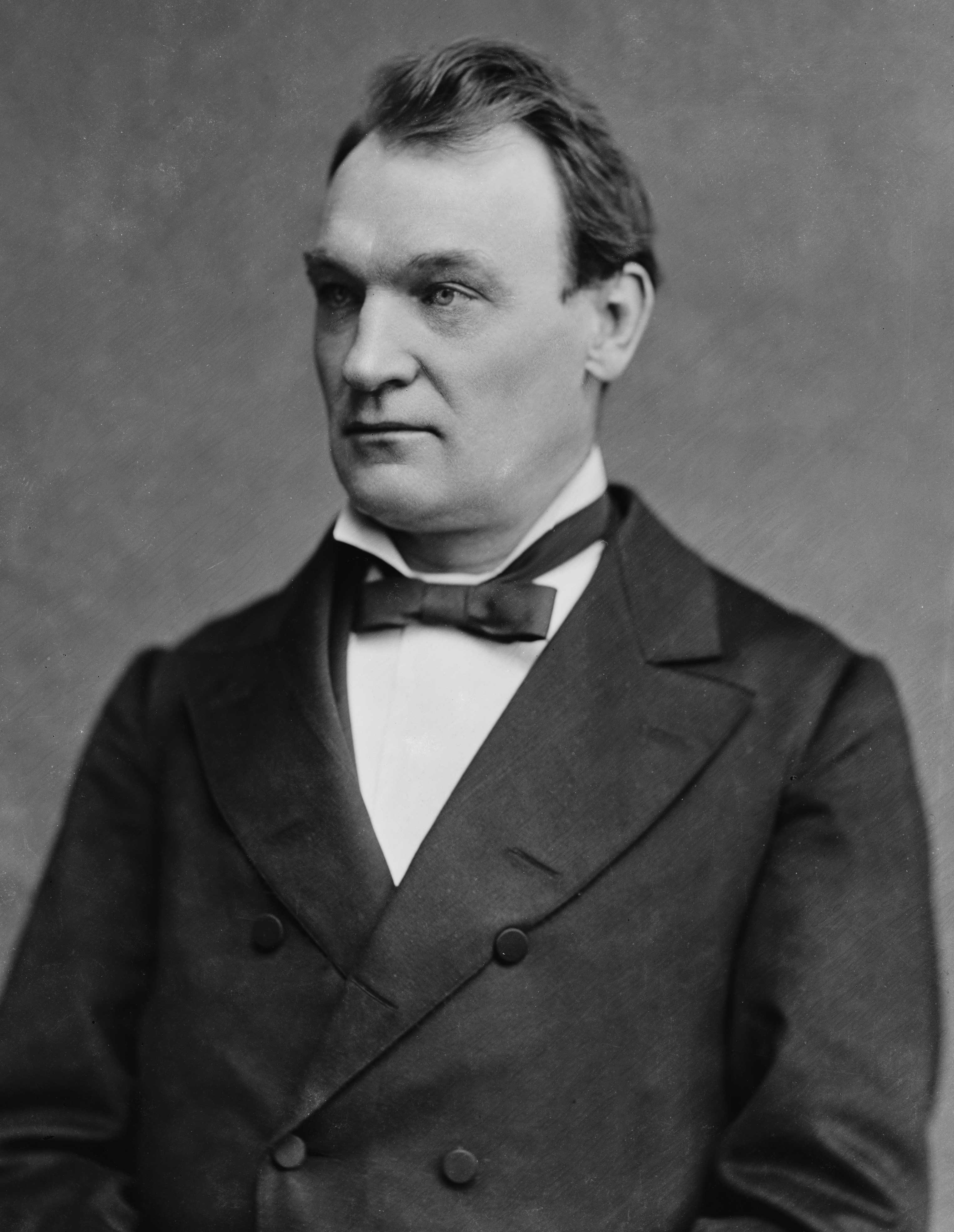
John Griffin Carlisle (um 1875)

John Griffin Carlisle (* 5. September 1834 im Kenton County, Kentucky; † 31. Juli 1910 in Manhattan, New York City) war ein US-amerikanischer Politiker (Demokratische Partei). Er war Sprecher des Repräsentantenhauses der Vereinigten Staaten und US-Finanzminister.

## Politische Laufbahn

### Aufstieg zum Vizegouverneur von Kentucky
Nach dem Studium der Rechtswissenschaften, das er 1858 abschloss, war Carlisle als Rechtsanwalt in der Kanzlei des späteren Gouverneurs von Kentucky, John W. Stevenson, tätig. Bereits 1859 wurde er zum Abgeordneten im Repräsentantenhaus von Kentucky gewählt. Nach Beendigung der zweijährigen Amtszeit ließ er sich zu Beginn des Sezessionskrieges 1861 als Rechtsanwalt in Covington nieder. Allerdings wurde er während der Amtszeit von Stevenson als Gouverneur von 1867 bis 1871 zum Mitglied des Senats von Kentucky gewählt.
1871 gewann er die Wahl zum Vizegouverneur von Kentucky, womit er bis 1875 Stellvertreter von Gouverneur Preston Leslie war.

### Aufstieg zum Sprecher des Repräsentantenhauses
Nach dem Ende seiner Amtszeit als Vizegouverneur kandidierte er 1875 erfolgreich für das Repräsentantenhaus der Vereinigten Staaten. Dort vertrat er bis 1889 die Interessen des sechsten Wahldistrikts von Kentucky, der die Gebiete von Lexington und Danville sowie die Staatshauptstadt Frankfort umfasste. Am 3. Dezember 1883 setzte er sich bei der Wahl zum Sprecher des Repräsentantenhauses (Speaker) gegen den früheren demokratischen Sprecher Samuel J. Randall durch und wurde damit Nachfolger des Republikaners J. Warren Keifer.
Carlisle, der sich 1880 und 1884 erfolglos um eine Aufstellung zum demokratischen Präsidentschaftskandidaten gegen Winfield Scott Hancock und Grover Cleveland bewarb, wurde im Laufe der Zeit auch zum Führer der konservativen, so genannten Bourbon-Demokraten, die zwischen 1888 und 1904 die Präsidentschaftsbewerber Cleveland und Alton B. Parker unterstützten. Seine eigenen Bewerbungen scheiterten dabei zum Teil auch wegen seiner Herkunft aus dem Gebiet der im Bürgerkrieg unterlegenen Konföderierten Staaten. Ihm zu Ehren wurde am 3. April 1886 das Carlisle County in Kentucky benannt.
Am 26. Mai 1890 trat er als Sprecher des Repräsentantenhauses zurück.

### Senator, Finanzminister und Rückzug aus der Politik
Nach seinem Rücktritt als Sprecher wurde er als Vertreter von Kentucky 1890 zum US-Senator ernannt, um die Amtszeit des verstorbenen James B. Beck zu vollenden. 1892 verzichtete er bereits im Vorfeld auf eine erneute Nominierungskandidatur zu Gunsten von Cleveland.

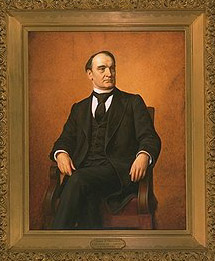
Porträt von John G. Carlisle im Finanzministerium

Nach der Wahl von Cleveland zum US-Präsidenten berief ihn dieser am 7. März 1893 als Finanzminister (Secretary of the Treasury) in sein Kabinett. Als solcher setzte auch er sich für die Beibehaltung des so genannten Silberstandard zur Deckung des US-Dollar ein. Die amerikanische Wirtschafts- und Finanzkrise von 1893 führte zum Ende seiner politischen Laufbahn. Nach einem Anstieg der Anfrage nach Gold sah er ein, dass die Deckung der Währung durch den Silberstandard nicht länger tragbar war. Zugleich setzte er sich für eine Senkung der Zölle ein. Allerdings musste er 1894 seinen Widerstand gegen die Zollerhöhungen durch das Wilson-Gorman-Zollgesetz (“Wilson-Gorman Tariff Act”) aufgeben. 1896 wandte er sich gegen den Präsidentschaftskandidaten der Demokraten, William Jennings Bryan, der sich für eine Beibehaltung des Silberstandards einsetzte, und unterstützte stattdessen den Kandidaten der National Democratic Party und früheren Gouverneur von Illinois, John M. Palmer, der sich für die Einführung des Goldstandards einsetzte. 1896 war der einst anerkannte Politiker aufgrund seiner Währungspolitik so unbeliebt, dass er sogar in der Mitte einer Rede in seiner Heimatstadt Covington vom Rednerpult durch das Werfen fauler Eier vertrieben wurde.
Am 5. März 1897 endete seine Amtszeit als Finanzminister und zugleich seine politische Laufbahn. Anschließend war er bis zu seinem Tod als Rechtsanwalt in New York tätig.